# 伊玛图镇
伊吗图镇是中国辽宁省阜新市阜新蒙古族自治县下辖的一个镇。

## 行政区划
伊吗图镇下辖艾友营子村、庄家店村、二道河子村、康土营子村、周家街村、七家子村、干沟子村、福兴地村、拉拉屯村、兴隆窝铺村、伊吗图村、自然屯村、土城子村、吕家店村。